# Segoncíacos
Los segoncíacos (en latín, Segontiaci) fueron una tribu de la Edad del Hierro británica que encontró Julio César durante su segunda expedición a Britania en el año 55 a. C. Ellos se rindieron a César al tiempo en que se encontraba haciendo campaña contra Casivelono en el valle del río Támesis, lo que sugiere que ellos también tenían su territorio en el sureste. Sin embargo, un fuerte romano en el norte de Gales, cerca del río Seiont, tenía el nombre de Segontium, lo que sugiere que podían haber sido llamados desde más lejos.